# يان مكدونالد (لاعب كرة قدم بريطاني)
يان مكدونالد (بالإنجليزية: Ian McDonald)‏ (26 ديسمبر 1958 بغلاسكو في المملكة المتحدة - ) هو لاعب كرة قدم بريطاني في مركز الوسط. لعب مع نادي بارتيك ثيسل ونادي ماذرويل ونادي سترنرير ‏ ونادي غرينوك مورتون.